# 清道縣
清道县是泰国北部清邁府的一个县。位于清迈府的北部。面积1882平方公里。2013年人口87922。人口密度46.7/km2 。
邻近的县有范县、猜巴拉干县、炮县和夜登县等。境内的重要的河流Ping河。